# Mario González (football)
Pour les articles homonymes, voir Mario González et González.
Mario González (né le 27 mai 1950 à Montevideo en Uruguay) est un joueur de football international uruguayen qui évoluait au poste de défenseur.

## Biographie

### Carrière en club
Mario González joue en faveur du Club Atlético Peñarol de 1970 à 1979.
Avec cette équipe, il remporte cinq championnats d'Uruguay, et atteint la finale de la Copa Libertadores en 1970, en étant battu par les argentins de l'Estudiantes de La Plata.

### Carrière en équipe nationale
Avec l'équipe d'Uruguay, il joue 16 matchs, sans inscrire de but, entre le 23 mai 1972, et le 28 avril 1976.
Il figure dans le groupe des sélectionnés lors de la Coupe du monde de 1974. Lors du mondial organisé en Allemagne, il ne joue aucun match.

## Palmarès
Peñarol
- Championnat d'Uruguay (5) :
  - Champion : 1973, 1974, 1975, 1978 et 1979.
  - Vice-champion : 1970, 1971, 1972, 1976 et 1977.

- Copa Libertadores :
  - Finaliste : 1970.